# Příšery
Příšery (v anglickém originále Mazes and Monsters) je americký fantasy televizní film z roku 1982. Režisérem filmu je Steven Hilliard Stern. Hlavní role ve filmu ztvárnili Tom Hanks, Wendy Crewson, David Wallace, Chris Makepeace a Lloyd Bochner.

## Obsazení
| Tom Hanks       | Robbie Wheeling  |
| Wendy Crewson   | Kate Finch       |
| David Wallace   | Daniel           |
| Chris Makepeace | Jay Jay Brockway |
| Lloyd Bochner   | Hal              |
| Peter Donat     | Harold           |
| Anne Francis    | Ellie            |
| Murray Hamilton | John Martini     |